# Jon Tester
Jon Tester (født 21. august 1956 i Havre, Montana) er en amerikaner som er medlem af Det demokratiske parti og repræsenterer delstaten Montana i Senatet. Tester har en baggrund som musiklærer og har også drevet økologisk landbrug. Som ung mistede han de tre mellemste fingre på venstre hånd i en ulykke med en kødkværn.
Efter flere år i delstatssenatet i Montana stillede Tester op til valget til senatet i 2006, mod den siddende senator Conrad Burns, og vandt efter et lige valg. Han tiltrådte embede som senator 3. januar 2007.